# Цирконат цезію
Цирконат цезію — неорганічна сполука цезію, кисню та цирконію з хімічною формулою Cs2ZrO3.
Утворює білий порошок.

## Одержання
Цирконат цезію можна одержати реакцією CsOH з діоксидом цирконію при високій температурі:
2 CsOH + ZrO2  →  Cs2ZrO3 + H2O

## Виготовлення і застосування
Цирконат цезію виготовляють у вигляді таких порошків: високочисті, субмікронні та нанопорошкові форми. American Elements виробляє багато стандартних марок, включаючи Mil Spec (військовий клас); ACS, реагент і технічний клас; харчовий, сільськогосподарський і фармацевтичний клас; оптичний клас, USP та EP/BP (Європейська фармакопея/Британська фармакопея) і відповідає застосовним стандартам тестування ASTM.